# 拳霸天下
《拳霸天下》（英語：Bloodsport）是一部1988年美國武打片，由紐特·亞諾執導，克里斯多福·寇司比（Christopher Cosby）、梅爾·弗利曼（Mel Friedman）與薛爾頓·賴提合作編寫劇本。尚-克勞德·范·達美、唐納·吉伯、諾曼·伯頓、科華士·韋德加、李雅·艾瑞絲和楊斯主演。電影根據武術家法蘭克·杜克斯未經證實的經歷所創作。電影為范·達美的首部主演作，展現了他出色的身手和運動神經，講述他飾演的杜法蘭參加一場地下武鬥大會，與各路高手較量。《拳霸天下》於1988年2月26日在美國上映，以150萬至230萬美元的低成本在全球收穫5000萬美元的票房佳績；雖然在影評界評價褒貶不一，但成為范·達美的成名作；之後電影獲得邪典電影地位，並推出數部續集。

## 劇情
美國陸軍上校杜法蘭接受日本忍術師父田中泉藏的培養。小時候，法蘭和他的一群朋友闖進了田中的家，試圖偷走了武士刀，但法蘭被對方逮得正著。田中對於法蘭的堅強態度印象深刻，並決定讓他成為田中兒子真悟的培訓對象。真悟死後，田中將法蘭訓練為田中氏族的一員。法蘭受邀參加了香港的一項地下武術比賽「搏擊大賽」（Kumite）。陸軍上級拒絕讓他離開後，法蘭私自擅離職守向師父告別並前往香港。美國陸軍刑事調查司令部探員哈默和羅林斯負責逮捕法蘭。
到達香港後，法蘭和美國鬥士利·積臣及他們的嚮導林維多成為朋友。搏擊大賽人員質疑法蘭，要證明他是田中氏族的人，法蘭最後贏得了認可。法蘭打破了最快淘汰賽的記錄，引來了上屆搏擊大賽冠軍康利的敵意。康利實力堅強，但下手殘酷，時常將對手殺死。
法蘭還結識了美國新聞記者珍妮絲·肯特，後者一心想進入搏擊大賽會場並對其調查。起初法蘭拒絕幫她，但肯特仍透過與另一名觀眾約會，成功潛入會場。第二天，積臣對上康利並幾乎佔了上風，但因輕敵而遭康利反擊，使頭部重創敗陣。法蘭在醫院探望積臣，發誓要為他報仇。在目睹了比賽的殘酷之後，肯特與法蘭爭辯，說服他退出。但法蘭堅持表示自己必須取勝來讓自己成為最好的人。
哈默和羅林斯到達香港並與當地的陳警官合作追蹤法蘭。兩人在被法蘭甩開後，於決賽前夕再次擋在法蘭面前。哈默和羅林斯最終臣服勢不可擋的法蘭，同意比賽一結束便要法蘭與他們返回美國。康利在一場決鬥中殺死了對手，使眾人感到震驚。法蘭和康利的決賽展開後，法蘭幾乎佔上風，這時康利偷偷將事先夾帶的藥丸捏碎，並將其扔到法蘭的臉上使他暫時失明。在法蘭無法還手之際，他回想起自己與田中的蒙眼訓練，最終克服障礙並擊敗了康利。第二天，他與肯特積臣告別，然後與哈默和羅林斯返回美國。

## 演員
- 尚-克勞德·范·達美飾演杜法蘭（英语：Frank Dux）
- 楊斯飾演康利（Chong Li）
- 唐納·吉伯（英语：Donald Gibb）飾演利·積臣（Ray Jackson）
- 李雅·艾瑞絲（英语：Leah Ayres）飾演珍妮絲·肯特（Janice Kent）
- 喬宏飾演田中泉藏（Senzo Tanaka）
- 梁舜燕飾演田中夫人（Mrs. Tanaka）
- 諾曼·伯頓（英语：Norman Burton）飾演CID探員哈默（CID Agent Helmer）
- 科華士·韋德加飾演CID探員羅林斯（CID Agent Rawlins）
- 蕭強飾演林維多（Victor Lin）
- 陳欣健飾演陳警官（Captain Chen）
- 麥可·奎西（英语：Michelle Qissi）飾演孫魄力（Suan Paredes）

## 製作
《拳霸天下》為尚-克勞德·范·達美的首部主演作，在此前他僅在幾部電影中擔任龍套。電影編劇之一薛爾頓·賴提從此片開始結識范·達美，兩人維持多年友誼，之後合作多部電影。監製馬克·迪賽爾（Mark DiSalle）說，他正在尋找「一位新的武術明星，（范·達美）是位能吸引女人和男人的人。他是一位美國英雄，他以美國方式為正義而奮鬥，將壞蛋踢飛。」電影在香港九龍寨城取景；直到被1993年被拆除前，《拳霸天下》成為少數在此處拍攝的電影。

電影聲稱取自法蘭克·杜克斯的真人真事，但後來被揭露這些事跡無法提供查證。賴提表示：
在我提出《拳霸天下》的想法前，我認識了法蘭克·杜克斯數月。法蘭克告訴了我很多關於高個子選手的故事，多數都是胡說八道。但是他關於參加所謂的「搏擊大賽」活動的故事聽起來像是一部電影的好主意。他向我介紹了一位叫理查·班德（Richard Bender）的人，他聲稱實際上參加過搏擊大賽活動，且發誓法蘭克告訴我的一切所言屬實。幾年後，這個人與法蘭克發生了爭執並向我承認，他對我所說的關於搏擊大賽的一切都是謊言。都是法蘭克教他所講。

## 反響

### 票房
1989年1月，《洛杉磯時報》報導美國總票房為1170萬美元，電影預算為230萬美元。1989年8月，根據《芝加哥論壇報》的報導，電影在全球獲得了5000萬美元的票房，其中包括在美國和加拿大的1500萬美元，使《拳霸天下》成為坎農集團1988年最賺錢的電影。

### 評價
《拳霸天下》在影評界評價褒貶不一，多半批評其陳腔濫調、缺乏新意，范·達美的生硬演技也被批評。但片中的精彩比賽和范·達美的運動神經受到肯定，《拳霸天下》也成為該演員的成名作。范·達美為此入圍金酸莓獎最差新人，但「輸給」《新外星人》的麥當勞叔叔。
評論匯總網站爛番茄根據25條評論，本片獲得40%的新鮮度，均分4.67／10；共識評論：「這是布魯塞爾肌肉男的起源，但除了范·達美的運動能力之外，《拳霸天下》是種沒劇情動作片回收而來的陳詞濫調。」Metacritic網站上根據5條評論，本片獲得29分，屬「評價不佳」。

## 備註
1. 《血點》這戲名為誤譯，錯誤將sport（運動）看成spot（點），並且一度被各內容農場廣傳。台灣發行商可能被這些錯誤訊息所誤導而採用了這譯名。
2. ↑  根據法蘭克·杜克斯在片中標記的中文漢字名稱。

## 外部連結
- 互联网电影数据库（IMDb）上《拳霸天下》的资料（英文）
- 中國影視資料館: 拳霸天下